# Festulolium brinkmannii
Festulolium brinkmannii är en gräsart som först beskrevs av Alexander Karl Heinrich Braun, och fick sitt nu gällande namn av Paul Friedrich August Ascherson och Karl Otto Robert Peter Paul Graebner. Festulolium brinkmannii ingår i släktet Festulolium och familjen gräs. Inga underarter finns listade i Catalogue of Life.